# Pout
Pout – miasto w Senegalu, w regionie Thies. Według danych szacunkowych na rok 2007 liczy 18 407 mieszkańców.